# Roland Heer

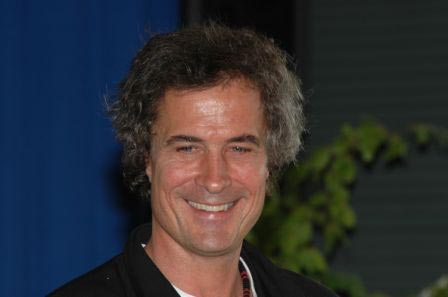
Roland Heer

Roland Heer (* 10. Januar 1959 in Montreal) ist ein Schweizer Schriftsteller und Bergsteiger.

## Leben
Seit 1980 lebt Roland Heer in Zürich. Er studierte Germanistik, Philosophie und Psychologie. Er gehörte zu den Zürcher Sportkletterern, die sich im Umfeld der Zürcher Jugendbewegung von 1980 im Kletterclub Üetliberg zusammenfanden.
Seit 1992 arbeitet Heer als Deutschlehrer. 1993 erschien ein erster Lyrikband, in der Folge zahlreiche Essays, Gedichte, Erzählungen und 2010 der erste Roman «Fucking Friends». Seine Texte sind oft experimentell, musikalisch, gewagt und vielschichtig. In einem Essay vergleicht er extreme Erfahrungen als Kletterer mit der Arbeit des Schriftstellers.

## Werke
- 1993 Das Meer ist leer, Waldgut Verlag, Frauenfeld
- 1993 Gleitschirmfliegen, mit Fotos von Robert Bösch, Stürtz Verlag, Würzburg
- 1996 Am Berg – Ein Wortkonzert. CD mit dem Co-Streiff-Sextett KADASH. Radio DRS2
- 2010 Fucking Friends, Roman, Bilgerverlag, Zürich
- 2016 Einsame Spitze, Theaterstück. Sogar Theater, Zürich.

## Erstbegehungen
- 1982 Eisbrecher, Graue Wand, Urner Alpen. Mit Martin Scheel und Thomas Müller
- 1984 Amarcord, 7. Kirchlispitze, Rätikon. Mit Martin Scheel, Christina Truniger, G. Salamon